# Montjoie-le-Château
Montjoie-le-Château – miejscowość i gmina we Francji, w regionie Burgundia-Franche-Comté, w departamencie Doubs.
Według danych na rok 1990 gminę zamieszkiwało 21 osób, a gęstość zaludnienia wynosiła 4 osoby/km² (wśród 1786 gmin Franche-Comté Montjoie-le-Château plasuje się na 720. miejscu pod względem liczby ludności, natomiast pod względem powierzchni na miejscu 788.).